# Barclay Tower
Barclay Tower este o clădire ce se află în cartierul Tribeca, New York City.